# 虎喙鱸
虎喙鱸，為輻鰭魚綱鱸形目鱸亞目鮨科的其中一種，分布於西大西洋區，從美國佛羅里達州至巴西海域，棲息深度10-40公尺，體長可達101公分，生活在珊瑚礁、岩礁區海域，為底棲性魚類，屬肉食性，可做為食用魚及觀賞魚。